# Maxi Mühlner
Maxi Mühlner (* 3. Februar 2001 in Leipzig) ist eine deutsche Handballspielerin, die für den deutschen Bundesligisten HSG Blomberg-Lippe aufläuft.

## Karriere

### Im Verein
Mühlner begann das Handballspielen im Jahr 2006 in ihrem Geburtsort beim HC Leipzig. Mit der B-Jugend vom HCL gewann sie 2017 die deutsche Meisterschaft. Daraufhin wechselte die Kreisläuferin in die Jugendabteilung des dänischen Vereins FC Midtjylland Håndbold. Mit der U16-Mannschaft gewann sie 2018 durch einen 25:24-Erfolg gegen Skanderborg die dänische Meisterschaft. Im Sommer 2018 schloss sie sich dem deutschen Bundesligisten HSG Bad Wildungen an. Zur Saison 2021/22 wechselte sie zum Ligakonkurrenten Buxtehuder SV. Im Sommer 2024 wechselte sie zur HSG Blomberg-Lippe.

### In Auswahlmannschaften
Mühlner gehörte ab dem Jahr 2012 dem Kader der sächsischen Landesauswahl an. Bei der DHB-Sichtung 2016 gewann sie mit der sächsischen Auswahl das Handballturnier der nördlichen Landesauswahlmannschaften. Dabei wurde Mühlner in das All-Star-Team gewählt. Beim DHB-Länderpokal 2018, dem Abschlussturnier der Landesauswahlmannschaften der Jahrgänge 2001 und 2002, gewann sie mit Sachsen die Bronzemedaille und wurde zur wertvollsten Spielerin des Turniers gewählt.
Mühlner nahm mit der deutschen Jugendnationalmannschaft an der U-17-Europameisterschaft 2017 in der Slowakei teil und gewann die Goldmedaille. Im darauffolgenden Jahr belegte sie bei der U-18-Weltmeisterschaft 2018 in Polen den fünften Platz. Im Turnierverlauf erzielte Mühlner insgesamt 15 Treffer. Anschließend folgte der neunte Platz bei der U-19-Europameisterschaft 2019 in Ungarn. Im Frühjahr 2023 wurde sie zum ersten Mal zu einem Lehrgang der A-Nationalmannschaft eingeladen. Am 3. März 2023 gab sie ihr Länderspieldebüt gegen Ungarn.

## Sonstiges
Ihre Mutter Kerstin Mühlner lief für die deutsche Handballnationalmannschaft auf. Ihr Vater Frank Mühlner spielte ebenfalls Handball und war in der 2. Bundesliga als Trainer tätig.